# Huyện Pirojpur
Pirojpur là một huyện thuộc division Barisal, Bangladesh. Huyện này có diện tích 1308 km², dân số năm 2002 là 1126525 người, mật độ dân số là 861 người/km².